# Døstrup (Jutlandia Północna)
Døstrup – miasto w Danii, w regionie Jutlandia Północna, w gminie Mariagerfjord.